# Radio ABC
Radio ABC er en dansk kommerciel lokalradio, der har hjemsted i Randers og sender til Kronjylland og Djursland. Stationen blev grundlagt i 1990, og er med en share på 3,1% en af de større lokale radiostationer i Danmark. Musikprofilen er de nyeste top 40-hits med en god portion dance i blandt. Kan høres i hele Østjylland på FM samt DAB, og kan streames online i hele verden.
Kanalen har i mange år spillet en års-hitliste omkring nytårstid. I 1993, 1994 og 1995 blev der henholdsvis sendt en Årets Top 50, Årets Top 55 og Årets Top 55. Sidenhen er der hvert år blevet sendt en Årets Top 100.
Radio ABC Gruppen består desuden af søsterkanalerne Radio Alfa og Solo FM, der sender i samme område som hovedkanalen. Radio Alfa sender endvidere i Skive, Herning, Silkeborg, Viborg og Aarhus. 
Derudover ejes Radio Skive og go!FM i Aarhus. 
Administrerende direktør siden 1999 er Ole Søndergaard. Tidligere direktører har været Stig Hartvig Nielsen (1990-1996) og Hasse Boe (1997-1998). 

## Værter
- Stefan Julian (MorgenKammeraterne)
- Freja Sørensen (MorgenKammeraterne)
- Jørn Bjerregaard (Mega Nice!)
- Emil Brandt
- Morten Bach (ABC PartyNight)
- Mads Andersson
- Christian Nyborg